# Joël Schmied
Joël Schmied (Bern, 1998. szeptember 23. –) svájci korosztályos válogatott labdarúgó, a Sion hátvédje.

## Pályafutása

### Klubcsapatokban
Schmied a svájci fővárosban, Bernben született. Az ifjúsági pályafutását a Bolligen és a Schönbühl csapataiban kezdte, majd 2014-ben a Young Boys akadémiájánál folytatta.
2016-ban mutatkozott be a Young Boys U21-es csapatában. 2018 és 2020 között a Breitenrainnál, a Rapperswil-Jonánál és a Wilnél szerepelt kölcsönben. 2020-ban a Vaduz csapatához igazolt. Először a 2020. szeptember 20-ai, Basel ellen 2–2-es döntetlennel zárult mérkőzésen lépett pályára. Első gólját 2020. október 24-én, a Zürich ellen 4–1-re elvesztett találkozón szerezte meg.
2021. augusztus 23-án négyéves szerződést kötött a svájci első osztályban szereplő Sion együttesével. 2021. szeptember 12-én, a Lausanne-Sport ellen 1–1-es döntetlennel zárult bajnoki félidejében, Birama Ndoyet váltva debütált. 2022. július 17-én, a Lugano ellen idegenben 3–2-re megnyert találkozón megszerezte első gólját a klub színeiben.

### A válogatottban
Schmied az U16-os, az U19-es és az U20-as korosztályú válogatottakban is képviselte Svájcot.

## Statisztika
2022. szeptember 10. szerint.
| Klub                         | Szezon   | Bajnokság        | Bajnokság | Bajnokság | Kupa  | Kupa  | Nemzetközi | Nemzetközi | Összesen | Összesen |
| Klub                         | Szezon   | Bajnokság        | Mérk.     | Gólok     | Mérk. | Gólok | Mérk.      | Gólok      | Mérk.    | Gólok    |
| ---------------------------- | -------- | ---------------- | --------- | --------- | ----- | ----- | ---------- | ---------- | -------- | -------- |
| Rapperswil-Jona (kölcsönben) | 2018–19  | Challenge League | 18        | 1         | 0     | 0     | 0          | 0          | 18       | 1        |
| Wil (kölcsönben)             | 2019–20  | Challenge League | 36        | 3         | 1     | 0     | 0          | 0          | 37       | 3        |
| Young Boys                   | 2020–21  | Super League     | 32        | 7         | 0     | 0     | 0          | 0          | 32       | 7        |
| Young Boys                   | 2021–22  | Challenge League | 3         | 1         | 0     | 0     | 3          | 0          | 5        | 1        |
| Young Boys                   | Összesen | Összesen         | 35        | 8         | 0     | 0     | 3          | 0          | 38       | 8        |
| Sion                         | 2021–22  | Super League     | 6         | 0         | 1     | 0     | 0          | 0          | 7        | 0        |
| Sion                         | 2022–23  | Super League     | 5         | 1         | 0     | 0     | 0          | 0          | 5        | 1        |
| Sion                         | Összesen | Összesen         | 11        | 1         | 1     | 0     | 0          | 0          | 12       | 1        |
| Összesen                     | Összesen | Összesen         | 100       | 13        | 2     | 0     | 3          | 0          | 105      | 13       |